# Фільм письменниці
«Фільм письменниці» — художній фільм південнокорейського режисера Хон Сан Су, прем'єра якого відбулася в лютому 2022 року на 72-му Берлінському кінофестивалі. Головні ролі у ньому зіграли Кім Мін Хі та Чо Юн Хі. Картина отримала гран-прі журі Берлінале.

## Сюжет
Головна героїня фільму — письменниця, яка переживає творчу кризу. Зустрівшись з відомою актрисою, у якої теж настали не найкращі часи, вона вирішує зняти фільм.

## В ролях
- Кім Мін Хі
- Чо Юн Хі

## Прем'єра та сприйняття
Прем'єрний показ фільму відбувся у лютому 2022 року на 72-му Берлінському кінофестивалі. Картина отримала гран-прі журі.